# Collyris gigas
Collyris gigas (лат.) — вид жуков-скакунов рода Collyris из подсемейства Cicindelinae (триба Collyridini). Юго-Восточная Азия.

## Распространение
Встречаются в Юго-Восточной Азии: Лаос, Таиланд.

## Описание
Жуки-скакуны крупного размера с большими глазами (27 мм). Цвет тела чёрный с фиолетовым отблеском; более удлиненный, чем Collyris mniszechi, переднеспинка длиннее и пропорциональна, умеренно расширена сбоку; верхнечелюстные щупики длинные, особенно последний сегмент не круглой формы; скульптура надкрылий более правильная и менее грубая в центре, чем у Collyris mniszechi. 
Тело тонкое стройное, ноги длинные. Верхняя губа трапециевидной формы с 7 зубцами, 2 крайние отделены от центральной группы глубокой выемкой. Переднеспинка удлинённая. Надкрылья узкие. Задние крылья развиты, при опасности взлетают. Обитают на стволах деревьев и кустарников. Биология и жизненный цикл малоизучены.

## Классификация
Вид был впервые описан в 1901 году. Валидный статус подтверждён в ходе ревизии, проведённой в 1994 году французским энтомологом Roger Naviaux (1926–2016).